# ديفيد إف. إميري
ديفيد إف. إميري هو سياسي أمريكي، ولد في 1 سبتمبر 1948 في روكلاند في الولايات المتحدة. نشط حزبياً في الحزب الجمهوري. وقد انتخب عضو مجلس نواب مين ‏ وانتخب عضو مجلس النواب الأمريكي ‏.